# Toqor Tappeh
Toqor Tappeh (persiska: تقر تپّه) är en ort i Iran.   Den ligger i provinsen Golestan, i den norra delen av landet, 300 km öster om huvudstaden Teheran. Toqor Tappeh ligger 113 meter över havet och antalet invånare är 989.
Terrängen runt Toqor Tappeh är varierad. Runt Toqor Tappeh är det ganska tätbefolkat, med 185 invånare per kvadratkilometer. Närmaste större samhälle är Gorgan, 18,1 km väster om Toqor Tappeh. Trakten runt Toqor Tappeh består till största delen av jordbruksmark.